# Ermite de Dohrn
Glaucis dohrnii
Espèce
Synonymes
 * Ramphodon dohrnii
Statut de conservation UICN

 VU B1ab(ii,iii,iv,v);C2a(i) : Vulnérable
Répartition géographique
Statut CITES
L'Ermite de Dohrn (Glaucis dohrnii) est une espèce d'oiseaux de la famille des Trochilidae.
Son nom commémore Heinrich Wolfgang Ludwig Dohrn (1838-1913).
Cet oiseau ne peuple qu'une fraction du littoral brésilien.
Il apprécie notamment les plantes du genre Heliconia.